# Högenskolan
Högenskolan är en grundskola i tidigare Högen i Västra Frölunda socken i Göteborg, numera mellan Fiskebäck och Önnered.
Skolan uppfördes 1930 för barn från Högen, Fiskebäck, Önnered och Tynnered. Byggnaden är i två våningar med en putsad fasad med ett skifferklätt sadeltak och ritades av Ivar Burman (1877-1955) i 1920-talsklassicism. Den kallades vid tillkomsten ett "lantligt skolpalats".
Före 1930 fanns en annan, äldre Högenskola. Denna byggnad brann ner, möjligen på grund av att barnen själva skötte uppvärmningen av skolan innan magistern kom på morgonen. Den gamla skolan låg några hundra meter söder om den nuvarande.
Högenskolan används som grundskola för omkring 100 elever från förskoleklass till årskurs 3.